# Cueva Rising Star

Sección general de la cueva Rising Star.

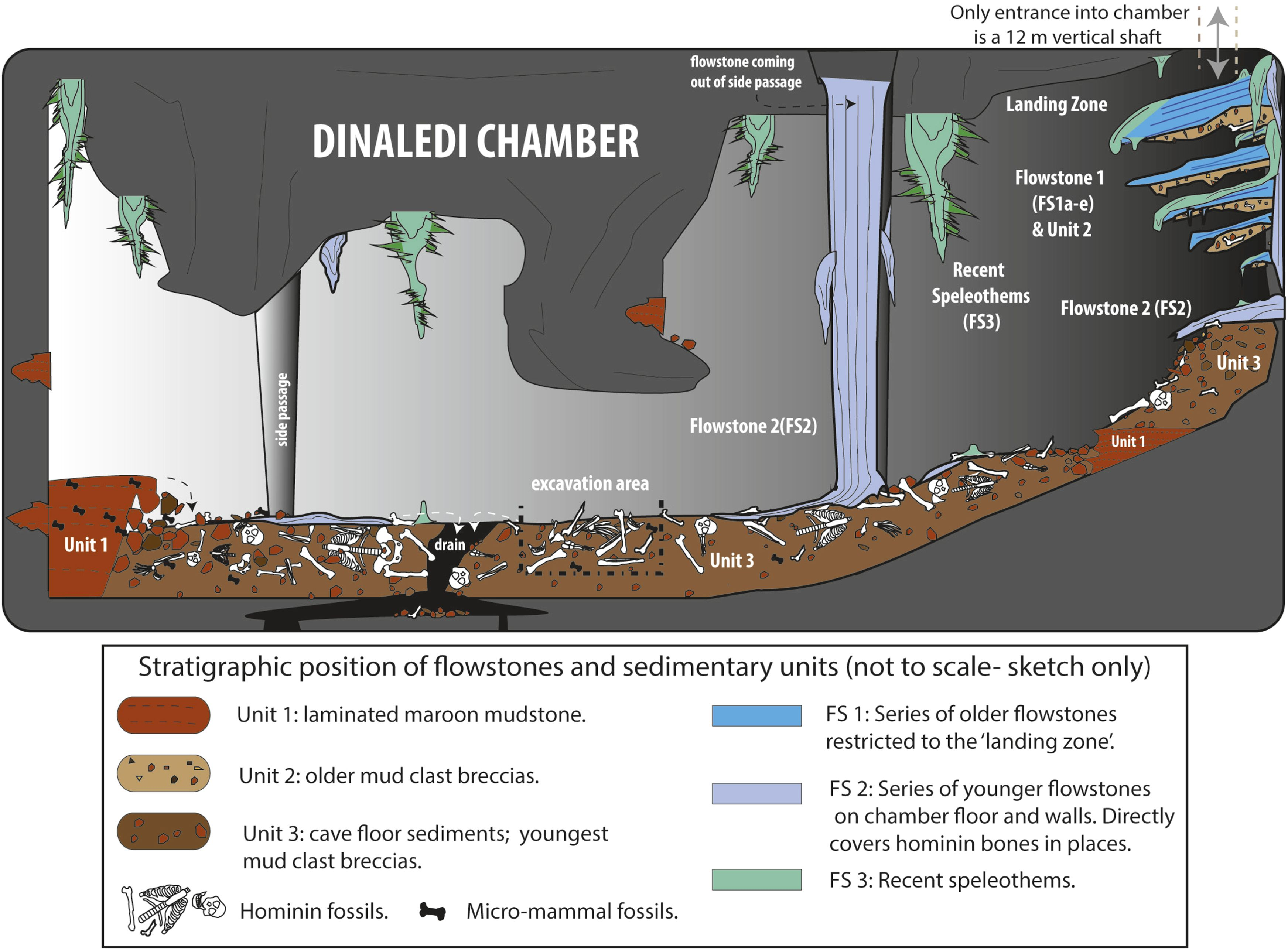
Sección geológica esquemática de la sala Dinadeli, donde se encontraron los fósiles humanos.

La cueva Rising Star,  Westminster o Empire es un sistema de cavidades kársticas en la Cuna de la Humanidad, el conjunto de yacimientos paleontológicos y arqueológicos designados por la Unesco en 1999 como Patrimonio de la Humanidad. El conjunto está ubicado cerca de Krugersdorp, a unos 50 kilómetros al noroeste de Johannesburgo, Sudáfrica, y está formado por un complejo de cuevas en dolomías e incluye las cuevas de Sterkfontein, donde se encontró el fósil Australopithecus africanus (apodado «Señora Ples») de 2,3 millones de años, el año 1947 por Robert Broom y John Robinson, así como la Cueva Maravilla de Kromdraai.
Este sistema de cuevas se hizo conocer en octubre de 2013 por el hallazgo en una de las galerías del sistema, la galería Dinaledi, a unos 30 metros de profundidad, de los primeros fósiles de un total de 1500 piezas –correspondientes a al menos 15 homininos de distintas edades y de ambos sexos– de un posible antepasado del Homo sapiens, que ha sido bautizado Homo naledi –del sesotho naledi, «estrella», por el nombre de la cueva, star–. Este hallazgo constituye la mayor colección de fósiles de una sola especie de homininos descubierta en el continente africano hasta la fecha.

## Geología
La cueva de Rising Star se originó por karstificación de niveles de dolomías estromatolíticas precámbricas de la Formación Monte Christo del Grupo Malmani (formadas entre 2600 y 2500 millones de años). El sistema de cuevas actual es Plioceno-Pleistoceno y comenzó a formarse hace unos 3 millones de años.
El relleno de la cámara Dinaledi, en la que se encuentran los fósiles humanos, está compuesto de arcillas, procedentes de la disolución de las dolomías, y arcillas y limos procedentes del exterior, a través de un sistema de estrechas fisuras que no permiten la entrada de materiales más gruesos. Se han detectado varios episodios de sedimentación y erosión. No hay una datación precisa de estos materiales.
El relleno de la cámara ha sido dividido en varias unidades estratigráficas, separadas por episodios de formación de espeleotemas (coladas). Los huesos humanos aparecen en las llamadas Unidades 2 y 3. Sobre la Unidad 2 se encuentran las coladas 1a-e, y sobre la Unidad 3 se formó la Colada 2, la más importante, que en algunos sitios llega a desarrollarse directamente sobre huesos humanos. Algunos restos humanos también se han encontrado por encima de la Colada 2, debido a procesos de erosión y reelaboración posterior de parte de la Unidad 3.
Los fósiles humanos debieron depositarse en la cámara durante un largo periodo de tiempo, durante la sedimentación y erosión de las unidades 2 y 3, pero antes de la formación de la Colada 2.

## Tafonomía
En la cámara Dinaledi han aparecido restos humanos, de un ave y de micromamíferos no identificables, no habiéndose encontrado restos de ningún animal de gran tamaño. Los huesos no están alterados por depredadores o carroñeros, excepto pequeñas marcas dejadas por invertebrados (gasterópodos y escarabajos). La posición estratigráfica del ave respecto a los restos humanos no está clara, pues sus restos estaban en posesión de un aficionado antes de las excavaciones detalladas.
Parte de los elementos se encuentran en posición primaria, con muchos conjuntos de huesos articulados, incluyendo un esqueleto casi completo, mientras que otros están resedimentados y desarticulados, se han desplazado con posterioridad. Su estudio indica que los cuerpos llegaron completos a la galería, produciéndose la desarticulación durante la acumulación o con posterioridad a la misma. Los elementos articulados se encuentran más frecuentemente por debajo de los 10 primeros centímetros de sedimento. Hay evidencias de numerosos eventos deposicionales en la historia del enterramiento de los huesos.
Ninguno de los restos muestra signos de exposición al sol o de alteración en un ambiente externo a la cueva, todas las alteraciones son compatibles con el ambiente oscuro de la cueva con episodios secos y húmedos, tanto al aire como ya enterrados.
Los huesos, en general, se encuentran muy fracturados, siendo todas las fracturas post-mortem, fruto de la alteración natural y por daños no intencionados de los primeros espeleólogos u otros visitantes de la cueva.